# كارين سميث (لاعبة هوكي الحقل نيوزيلندية)
كارين سميث (بالإنجليزية: Karen Smith) هي لاعب هوكي الحقل نيوزيلندية، ولدت في 3 ديسمبر 1970.